# Одеський вісник
Газета «Оде́ський ві́сник» — газета Одеської міської ради. Заснована 5 січня 1827 року. Виходить чотири рази на тиждень. Реєстраційне свідоцтво ОД № 41 від 4 березня 1994 року.

## Історія газети

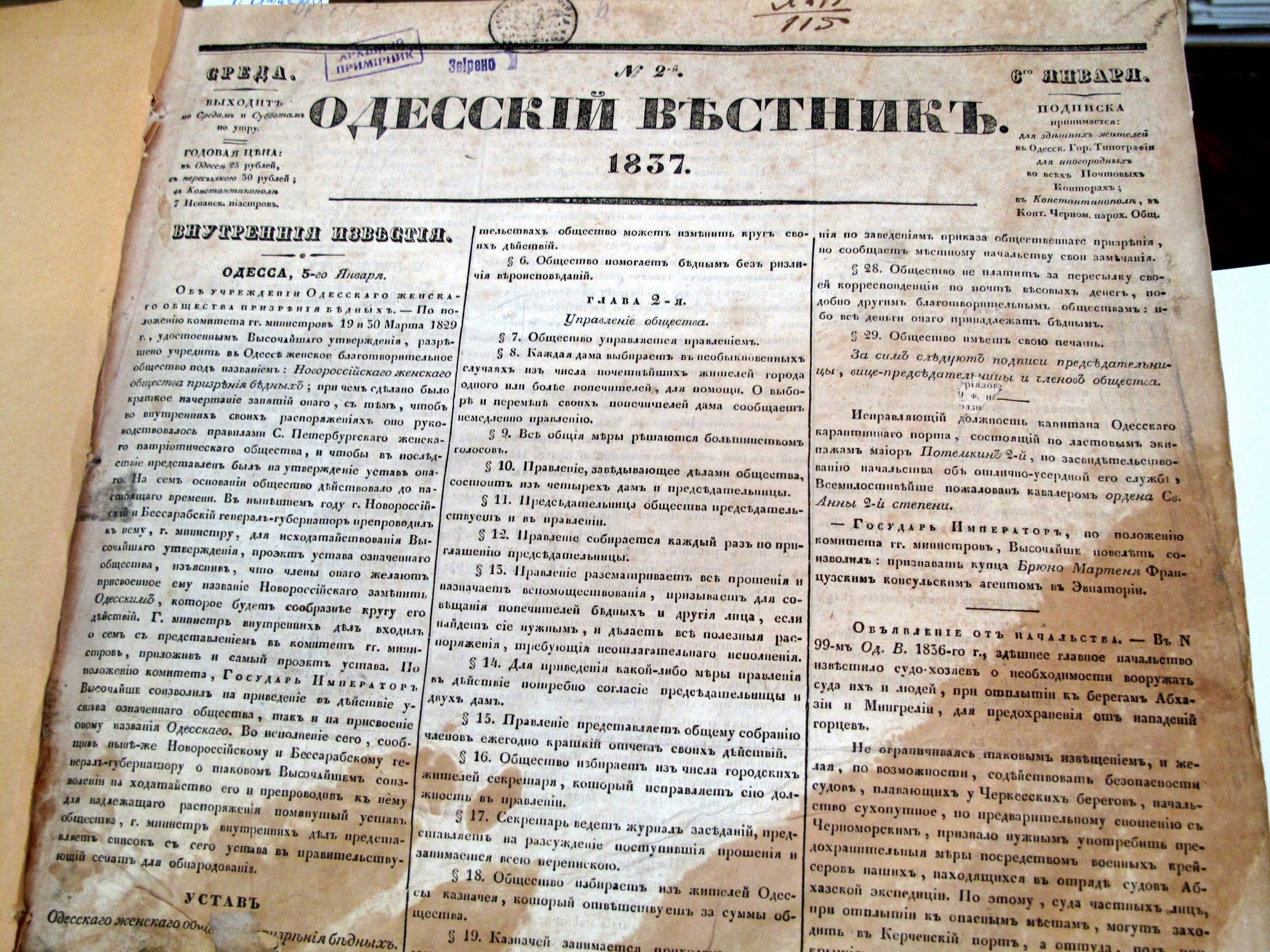
Примірник з фондів НБУВ

5 січня 1827 року вперше вийшла невелика за об'ємом газета із назвою «Одесский вестник — Journal d'Odessa». Її матеріали були розташовані на чотирьох сторінках. На кожній було дві колонки: ліворуч текст російською, а праворуч — французькою. Газета була заснована з наказу генерал-губернатора Михайла Воронцова, а першими її редакторами стали його безпосередні підопічні чиновники. Це були: барон Пилип Брунов, Олексій Льовшин та Павло Маріні. Редактором російськомовної частини став — Льовшин, а французькомовної — Брунов. Крім них, з газетою з самого початку співпрацювали відомі археологи Іван Бларамберг та Іван Стемпковський і поет Василь Туманський.[джерело?]
Авторитет газети підвищився в 1831–1833 роках, коли її редагував Михайло Розберг, письменник, професор російської словесності. Розберг почав випускати газету повністю російською мовою. В 1833 році видавався додаток до газети, який виходив один раз на тиждень, «Літературні листки», де публікувалися повісті, оповідання, дорожні нотатки, статті та «цікаві анекдоти».
Незважаючи на відповідальне й віддане відношення до справи, Розбергу не вдалося значно підвищити наклад. Матеріальне становище газети, як і раніше, було хитким. На початку 1834 року Розберг виїхав з Одеси, а пост редактора на 23 роки зайняв Олександр Тройницький, особистість яскрава, багатогранна. При Тройницькому газета мала популярність у мешканців Одеси. Це були роки її розквіту. Тройницький виїхав з Одеси у 1857 році. Його змінив на посту редактора Михайло де Рібас, а згодом Микола Сокальський, за освітою математик, обдарований публіцист, глибокий знавець економіки.
У 1858 році відбувається реорганізація: «Одеський вісник», який був формально підпорядкований управлінню Новоросійського та Бессарабського генерал-губернаторства, переходить у руки професора Рішельєвського ліцею. У 1858 році його редагують професор Олександр Георгіївський та Олександр Богданівський. Велику увагу газеті приділяв видатний вчений та публіцист, попечитель Одеського навчального округу Микола Пирогов. Вважається, що саме за його клопотанням газета була передана Рішельєвському ліцею. Справи йшли добре, але з від'їздом Пирогова у Київ «Одеський вісник» знову перейшов під керівництво генерал-губернаторства.
У 1859 році газету знову очолив Микола Сокальський і пробув на посаді редактора 12 років. Тираж від року до року зростав. В кінці 1863 року Сокальський повідомив передплатникам (їх тоді налічувалося близько трьох тисяч), що в майбутньому році «Одеський вісник» виходитиме шість разів на тиждень і обсяг його буде збільшуватися. Газета всебічно відбивала політичну, економічну, культурну життя не лише міста, але й усього краю. «Одеський вісник» був вельми авторитетним, на нього посилалися багато вітчизняних та зарубіжних видань. Після смерті Миколи Петровича, у 1871 році, редактором став його брат, Петро Сокальський, відомий літератор, композитор та фольклорист. Майже п'ять років газета знаходилася в надійних руках. У 1876 році Петра Петровича змінив Павло Зелений, відомий земський діяч (у 1898 році він одеським міським головою). Під його керівництвом, у 1880 році, до газети був долучений економічний відділ. Він керував газетою майже десять років, однак, незважаючи на публікацію безлічі актуальних матеріалів на політичні та економічні теми, стан газети на початку вісімдесятих знову стало нестабільним.
У 1884 році новий редактор Станіслав Ломницький робить спробу пожвавити справу. До роботи були залучені молоді журналісти. У 1886 році на «Одеський вісник» зменшилася ціна, а газета стала виходити й по понеділках та спеціальні редакції почали працювати у Кишиневі, Херсоні, Єлизаветграді та Катеринославі. Втім, редакторам не вдалося утримати газету. Навіть змінивши головного редактора на Володимира Кірхнера, який редагував газету з 1889 року, газета не змогла повністю погасити борги. Зростала конкуренція. Не допоміг Кірхнеру і кредит від Григорія Маразлі в розмірі 30 000 російських рублів. «Одеські новини» та «Новороссійський телеграф» набували все більшої популярності у передплатників. Нові редактори «Одеського вісника» — Максиміліан Арнольд та Олександр Попандопуло — не змогли виправити справу. 26 серпня 1893 року видання «Одеського вісника» припинилася. Минуло майже сто років, і газета з такою назвою відродилася в Одесі.
Це сталося у 1991 році. Редакторами нового «Одеського вісника» були Ігор Розов, В'ячеслав Воронков, Юлія Женевська. Сьогодні головним редактором газети є Олександр Кам'яний.
У 2007 році працівники редакції в своєму колі відзначили 180-річний ювілей найстаршої в Україні, а можливо і на всій території колишнього СРСР газети.